# جاناتان آدامز (بازیگر)
جاناتان آدامز (انگلیسی: Jonathan Adams؛ ۱۴ فوریهٔ ۱۹۳۱ – ۱۳ ژوئن ۲۰۰۵) هنرپیشه اهل بریتانیا بود. او در نورث‌همپتون انگلستان به دنیا آمده است. از فیلم‌ها یا برنامه‌های تلویزیونی که وی در آن نقش داشته است می‌توان به عیسی ناصری، فیلم راکی هارور و فرشته انتقام اشاره کرد.